# Gare de Biatorbágy
La gare de Biatorbágy (en hongrois : Biatorbágy vasútállomás) est une halte ferroviaire hongroise, située à Biatorbágy.